# Piotr Nosow
Piotr Nikołajewicz Nosow (ros. Пётр Никола́евич Но́сов; ur. 23 kwietnia 1907, zm. 11 lipca 1971) – radziecki reżyser filmów animowanych oraz animator i scenograf animacji. Starszy brat pisarza Nikołaja Nosowa.

## Wybrana filmografia

### Animator
- 1941: Żurnal Sojuzmultfilmu nr 2/1941

### Reżyser
- 1948: Noc noworoczna
- 1954: Skarb jeżyka
- 1957: Wilk i siedem kózek

### Scenografia

#### Dyrektor artystyczny
- 1948: Noc noworoczna
- 1950: Cudowny młyn
- 1951: Opowieść z tajgi
- 1952: Sarmiko
- 1953: O dzielnej Oleńce i jej braciszku